# Kranjska Gora
Kranjska Gora là một khu tự quản (tiếng Slovenia: občine, số ít – občina) trong vùng Gorenjska của Slovenia. Kranjska Gora có diện tích 256.3 km2, dân số là theo điều tra ngày 31 tháng 3 năm 2002 là 5247 người. Thủ phủ khu tự quản Kranjska Gora đóng tại Kranjska Gora.